# Giovanni Vettorazzo
Giovanni Vettorazzo (Rovereto, 11 ottobre 1953) è un attore italiano.

## Biografia
Studia recitazione al Piccolo Teatro di Milano. Recita giovanissimo sui palcoscenici del capoluogo lombardo con opere di Shakespeare (Amleto, 1974, diretto da Maurizio Scaparro) e Camus (Caligola). Negli anni novanta interpreta autori contemporanei come Fava, De Filippo e Bulgakov.
L'anno d'esordio al cinema è lo stesso del debutto teatrale, ovvero il 1974, dove ottiene un piccolo ruolo in Die Viederollung di Wolfgang Panzer. Recita in commedie quali Compagni di scuola, Al lupo al lupo, dirette entrambe da Carlo Verdone e Il cielo è sempre più blu, per la regia di Antonello Grimaldi, e anche nella miniserie L'avvocato delle donne. Il suo ruolo forse più famoso resta comunque quello di "Spitz" in Lo chiamavano Bulldozer film di Michele Lupo del 1978 con protagonista Bud Spencer.
Ottiene un personaggio ne Il vizietto II, diretto da Édouard Molinaro nel 1980, impersonando il più giovane e avvenente degli agenti segreti francesi a protezione di Albin Mougeotte e Renato Baldi, interpretati da Michel Serrault e Ugo Tognazzi.
Negli anni duemila partecipa ad Heaven di Tom Tykwer, al drammatico Vincere di Marco Bellocchio e a Il divo di Paolo Sorrentino.

## Filmografia

### Cinema
- Lo chiamavano Bulldozer, regia di Michele Lupo (1978)
- Il vizietto II, regia di Édouard Molinaro (1980)
- Thunder, regia di Fabrizio De Angelis (1983)
- La donna del traghetto, regia di Amedeo Fago (1986)
- I padroni dell'estate, regia di Mario Parodi (1987)
- Compagni di scuola, regia di Carlo Verdone (1988)
- Alcune signore per bene, regia di Bruno Gaburro (1990)
- Al lupo al lupo, regia di Carlo Verdone (1992)
- Tra due risvegli, regia di Amedeo Fago (1993)
- Il cielo è sempre più blu, regia di Antonello Grimaldi (1995)
- Un caso d'amore, regia di Riccardo Sesani (1996)
- Giochi d'equilibrio, regia di Amedeo Fago (1998)
- Regina degli scacchi, regia di Claudia Florio (2001)
- Riconciliati, regia di Rosalía Polizzi (2001)
- Heaven, regia di Tom Tykwer (2002)
- Amorfù, regia di Emanuela Piovano (2003)
- La passione di Cristo, regia di Mel Gibson (2004)
- Le conseguenze dell'amore, regia di Paolo Sorrentino (2004)
- Il divo, regia di Paolo Sorrentino (2008)
- Vincere, regia di Marco Bellocchio (2009)
- Maldamore, regia di Angelo Longoni (2013)
- La foresta di ghiaccio, regia di Claudio Noce (2014)
- In fondo al bosco, regia di Stefano Lodovichi (2015)
- Il traditore, regia di Marco Bellocchio (2019)
- Quasi orfano, regia di Umberto Carteni (2022)

### Televisione
- Vita di Antonio Gramsci, regia di Raffaele Maiello (1981)
- Dei miei bollenti spiriti, regia di Sandro Bolchi (1981)
- Accadde a Zurigo, regia di Davide Montemurri (1981)
- Nostra madre, regia di Silverio Blasi (1983)
- Arabesque, regia di Roberto Guicciardini (1983)
- Flipper, regia di Andrea Barzini (1983)
- La città di Miriam, regia di Aldo Lado (1983)
- A Song for Europe, regia di John Goldschmidt (1985)
- Aeroporto internazionale, regia di Paolo Poeti (1985)
- Assicurazione sulla morte, regia di Carlo Lizzani (1987)
- Cause à l'autre, episodio di Série noire, regia di Carlo Lizzani (1988)
- La formula mancata, regia di Carlo Lizzani (1989)
- Disperatamente Giulia, regia di Enrico Maria Salerno (1989)
- La storia spezzata, regia di Andrea e Antonio Frazzi (1990)
- Passioni, regia di Fabrizio Costa (1993)
- Caro maestro, regia di Rossella Izzo (1996)
- L'avvocato delle donne, regia di Andrea e Antonio Frazzi (1996)
- Il commissario Montalbano - episodio La voce del violino, regia di Alberto Sironi (1999)
- Incantesimo, regia di Alessandro Cane e Tomaso Sherman (2000)
- All'ombra del passato, regia di Gero Erhardt (2000)
- Provincia segreta 2, regia di Francesco Massaro (2000)
- Il commissario - episodio La separazione (2001)
- L'avvocato, regia di Massimo Donati e Alessandro Maccagni (2003)
- Diritto di difesa - episodio Nero metropolitano (2004)
- Don Matteo 5 - episodio "I conti col passato", regia di Elisabetta Marchetti (2006)
- Distretto di Polizia 6, regia di Antonello Grimaldi - serie TV, episodio 6x21 (2006)
- La freccia nera, regia di Fabrizio Costa (2006)
- Eravamo solo mille, regia di Stefano Reali (2007)
- Provaci ancora prof 2 - episodio "Dietro la porta", regia di Rossella Izzo (2007)
- Una delle ultime sere di carnevale, regia di Giovanni Ribet (2007)
- R.I.S. 5 - Delitti imperfetti, regia di Fabio Tagliavia - serie TV, episodio "Una donna romantica" (2009)
- I delitti del cuoco, regia di Alessandro Capone (2010)
- Un caso di coscienza 4, regia di Luigi Perelli (2009-2010)
- Un medico in famiglia 8, regia di Elisabetta Marchetti - serie TV, episodio 24 "New York, New York"
- Qualunque cosa succeda, regia di Alberto Negrin (2014)
- Un passo dal cielo 3 - episodio "La leggenda vivente", regia di Jan Maria Michelini (2015)
- Il processo, regia di Stefano Lodovichi - serie TV (2019)